# Caso Obergefell contra Hodges
El caso Obergefell contra Hodges (en inglés: Obergefell v. Hodges) fue un caso judicial en la Corte Suprema de los Estados Unidos en el cual el tribunal dictaminó que el derecho fundamental de las personas del mismo sexo a contraer matrimonio se encuentra en la Decimocuarta Enmienda a la Constitución de los Estados Unidos y que por tanto no puede ser prohibido ni por la legislación federal ni tampoco por la legislación estatal, por lo que estableció que los matrimonios de este tipo son válidos en todos los estados del país, por tanto el matrimonio igualitario es legal en todo Estados Unidos, conforme a lo establecido en la  Constitución de los Estados Unidos.
La sentencia es del 26 de junio de 2015 y tomó como referencia otros tres procesos, Tanco v. Haslam (Tennessee), DeBoer v. Snyder (Míchigan), Bourke v. Beshear (Kentucky), que fueron iniciados a fin de que esos estados reconocieran el matrimonio igualitario.